# Alice Powell

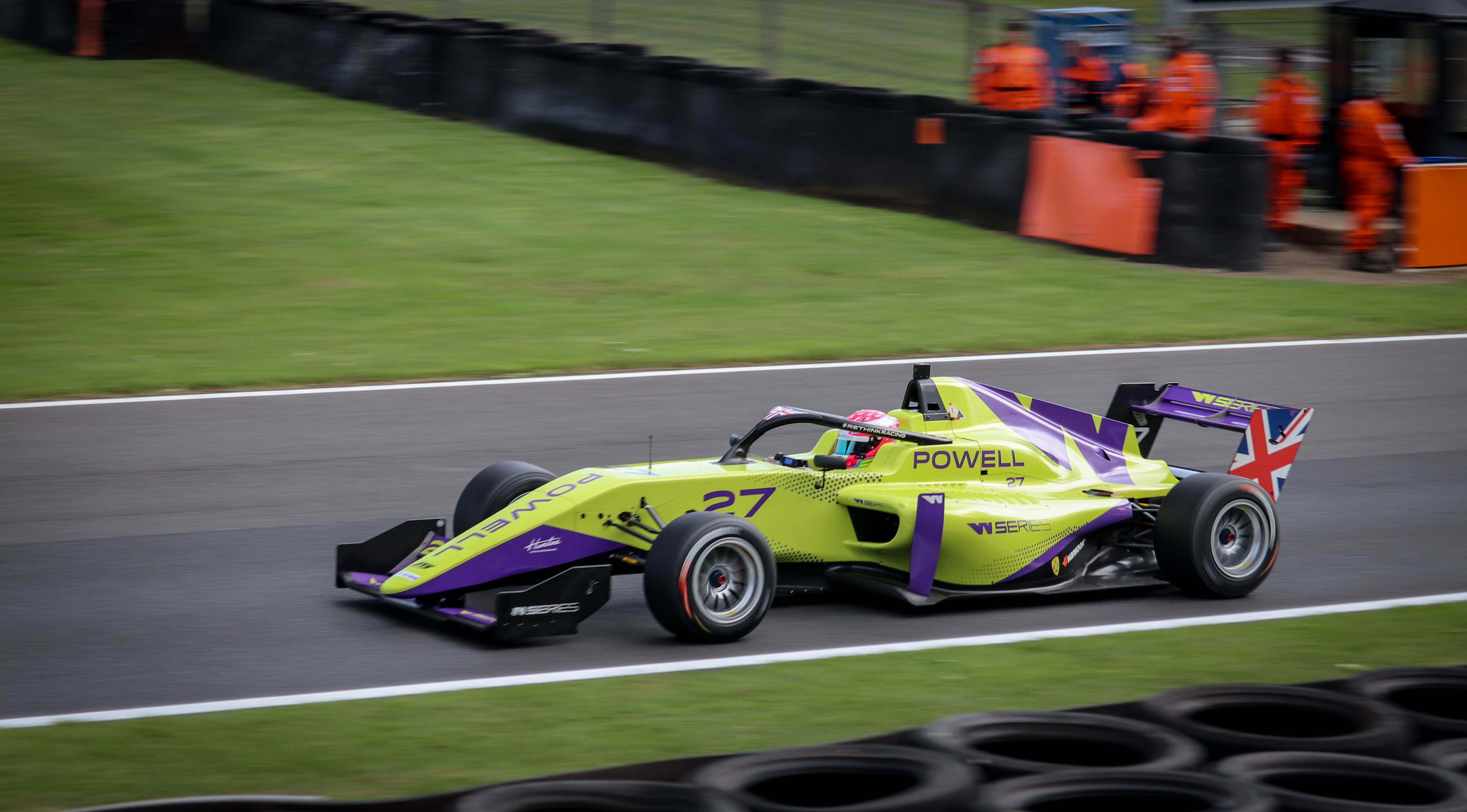
Alice Powell 2019 in der W Series

Alice Powell (* 26. Januar 1993 in Oxford, England) ist eine britische Automobilrennfahrerin.

## Karriere

### Kart- und Formelsport
Alice Powell startete 2001 im Alter von acht Jahren ihre Motorsportkarriere im Kartsport. Dort fuhr sie bis 2008 in Britischen Junior-Kartmeisterschaften und 2006 auch in der Belgischen Junior-Kartmeisterschaft. Ihr bestes Meisterschaftsergebnis erzielte sie 2005 und 2006 jeweils mit dem vierten Platz in der ICA-Junior-Wertung der Stars of Tomorrow National Championship.

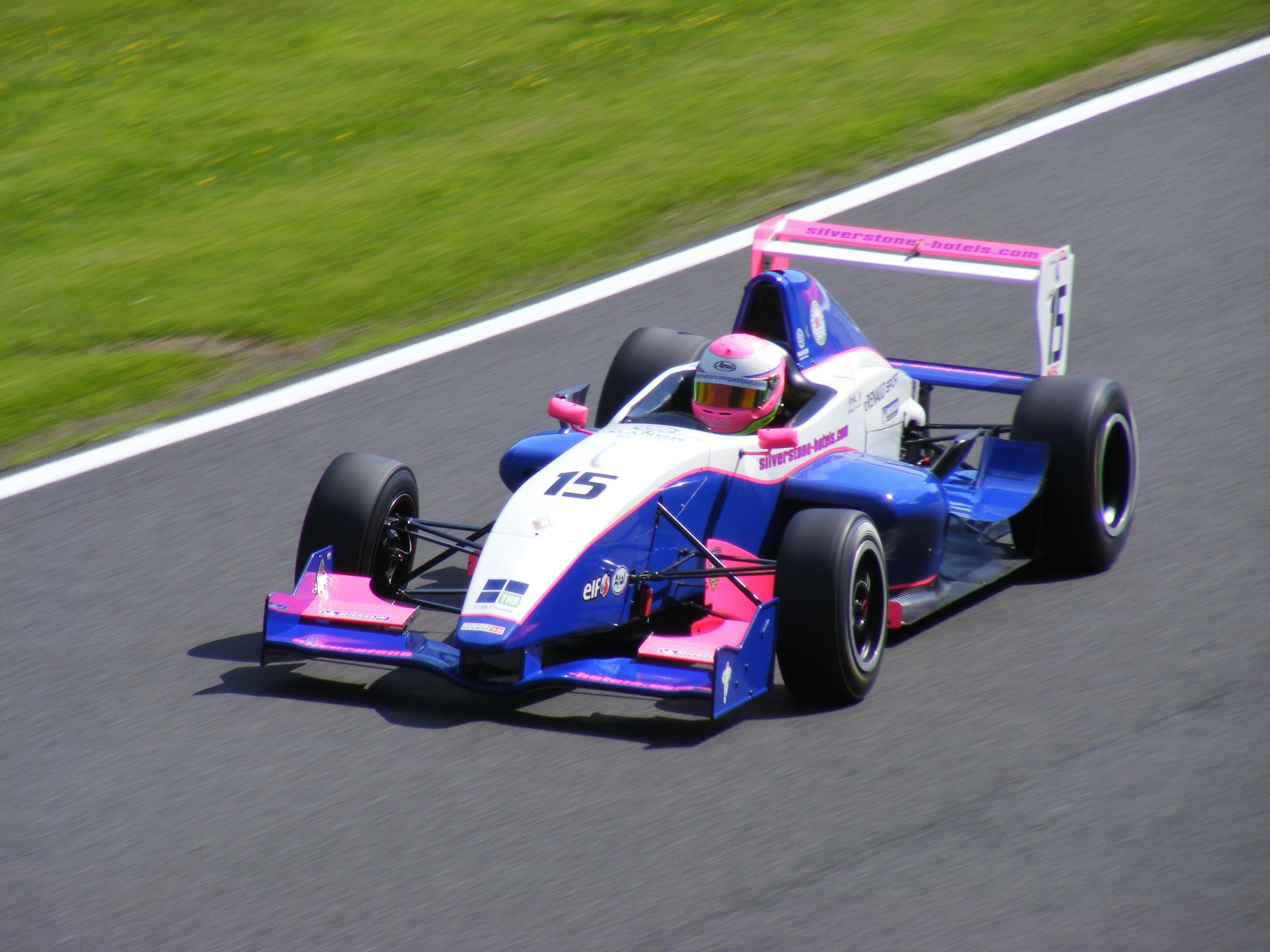
Powell in der britischen Formel Renault 2009

Mit der Saison 2009 wechselte sie in den Formelsport. Von 2009 bis 2011 startete sie mit dem Team Manor Competition in der Britischen Formel Renault Meisterschaft. Mit dem Meistertitel in der BARC Formel Renault Meisterschaft 2010 erreichte sie ihr bestes Ergebnis. Sie ist die erste Rennfahrerin, die eine Formel-Renault-Meisterschaft für sich entschied.
Parallel dazu fuhr sie 2009 drei Rennen in der Formel Palmer Audi und wurde 25. in der Gesamtwertung. 2011 ging sie neben der Formel Renault Meisterschaft auch zu vereinzelten Läufen in anderen Rennserien an den Start. In Indien fuhr sie zwei Rennen in der MRF Formel 1600 Meisterschaft und belegte den zweiten Platz in der Wertung. In Europa startete sie in Rennen der InterSteps Championship und in der Nordeuropäischen Formel Renault 2.0.
2012 und 2013 fuhr Powell in der GP3-Serie. In der ersten Saison trat sie für das Team Status Grand Prix mit einem Dallara GP3/10 an und wurde 19. in der Gesamtwertung. Im folgenden Jahr hatte sie kein Cockpit und startete nur am letzten GP3-Rennwochenende für das Team Bamboo Engineering. Als Ersatz fuhr sie in der Klasse A des MSV F3 Cup und wurde am Saisonende Zweite. Parallel trat sie bei einigen Läufen in der National-B-Wertung in der Britischen Formel-3-Meisterschaft an.
In der Saison 2012/13 und nochmals in der Saison 2015/16 trat sie in der indischen MRF Challenge Formula 2000 Championship an In ihrer ersten Saison erreichte sie mit dem zehnten Platz in der Gesamtwertung ihr bestes Ergebnis.
2014 startete sie mit dem FRD Racing Team in der internationalen Wertung der Asiatischen Formel Renault Serie (AFR Series) und gewann mit fünf Rennsiegen den Meistertitel. Parallel dazu ging sie zu einigen Läufen im MSV F3 Cup und in der Britischen Formel-3-Meisterschaft an den Start.
Ende 2014 verhandelte Powells Großvater mit dem insolventen Rennstall Caterham über einen Einsatz Powells im Freitagstraining beim Großen Preis von Abu Dhabi und bot dafür 35 Tsd. Pfund. Da sie keine für einen F1-Start notwendige Superlizenz besaß, wurde das Vorhaben aufgegeben.
2019, 2021 und 2022 startete sie in der W Series und belegte zum Ende der ersten und dritten Saison den dritten Platz. In der zweiten W Series-Saison verbesserte sie sich und wurde Vizemeisterin. 2020 fuhr sie in der W Series Esports League, da wegen der COVID-19-Pandemie die W Series in dem Jahr abgesagt wurde. In dieser Simracing-Rennserie erreichte sie den zehnten Platz in der Gesamtwertung.

### GT-, Tourenwagen- und Prototypen-Motorsport
2007 und 2008 startete sie parallel zum Kartsport mit einem Ginetta G20 in der Ginetta-GT-Juniorenmeisterschaft. Dort erreichte sie in der Winterserie 2007 mit dem fünften Gesamtrang ihre beste Platzierung in dem Markenpokal.
In der Saison 2010 fuhr sie mit dem Team Chris Dittman Racing im Ginetta G50 Cup Great Britain und belegte am Ende den 16. Gesamtplatz.
2011 ging sie in mit einem Abarth 500 in der Klasse B der BARC Produktions-Tourenwagen-Trophy an vier Rennen an den Start. Im Radical Clubman’s Cup fuhr sie zwei Läufe mit einem Radical-SR3-Prototypensportwagen.
2015 trat sie beim 24-Stunden-Rennen von Silverstone erstmals bei einem Langstreckenrennen an. Sie fuhr mit einem Aston Martin Vantage GT4 für das Team Aston Martin Lagonda Ltd in der Klasse 3 und belegte dort den vierten Rang.
2019 startete sie mit einem Acura NSX GT3 in einem Rennen der IMSA WeatherTech SportsCar Championship.
In der Saison 2018/19 und 2019/20 fuhr sie in der Jaguar I-Pace eTrophy. Im ersten Jahr startete sie als Gastfahrerin in einem Rennen. Im zweiten Jahr fuhr sie in der Pro-Wertung für das Team Jaguar ran racing eTROPHY Team Germany und belegte am Ende den vierten Platz in der Gesamtwertung.

## Statistik

### Einzelergebnisse in der GP3-Serie
| Jahr | Team               | 1   | 2   | 3   | 4   | 5   | 6   | 7   | 8   | 9   | 10  | 11  | 12  | 13  | 14  | 15  | 16  | Punkte | Rang |
| ---- | ------------------ | --- | --- | --- | --- | --- | --- | --- | --- | --- | --- | --- | --- | --- | --- | --- | --- | ------ | ---- |
| 2012 | Status Grand Prix  | ESP | ESP | MON | MON | ESP | ESP | GBR | GBR | GER | GER | HUN | HUN | BEL | BEL | ITA | ITA | 1      | 19.  |
| 2012 | Status Grand Prix  | DNF | 11  | 11  | 22  | 18  | DNF | 17  | DNF | 19  | DNF | 19  | 20  | 18  | 12  | 12  | 8   | 1      | 19.  |
| 2013 | Bamboo Engineering | ESP | ESP | ESP | ESP | GBR | GBR | GER | GER | HUN | HUN | BEL | BEL | ITA | ITA | UAE | UAE | 0      | 31.  |
| 2013 | Bamboo Engineering |     |     |     |     |     |     |     |     |     |     |     |     |     |     | 19  | 20  | 0      | 31.  |

### Einzelergebnisse in der W Series
| Jahr | 1   | 2   | 3   | 4   | 5   | 6   | 7   | 8   | 9   | 10  | Punkte | Rang |
| ---- | --- | --- | --- | --- | --- | --- | --- | --- | --- | --- | ------ | ---- |
| 2019 | HOC | ZOL | MIS | NOR | ASS | BRA |     |     |     |     | 76     | 3.   |
| 2019 | 2   | 3   | DNF | DNF | 2   | 1   |     |     |     |     | 76     | 3.   |
| 2021 | RBR | RBR | SIL | BUD | SPA | ZAN | AUS | AUS |     |     | 132    | 2.   |
| 2021 | 1   | 8   | 1   | 2   | 4   | 1   | 3   | 6   |     |     | 132    | 2.   |
| 2022 | MIA | MIA | CAT | SIL | LEC | BUD | SIN | AUS | MEX | MEX | 86     | 3.   |
| 2022 | DNF | 2   | 3   | 14  | 5   | 1   | 2   | C   | C   | C   | 86     | 3.   |